# Journées mondiales de la jeunesse 1997
 (septembre 2011).
Si vous disposez d'ouvrages ou d'articles de référence ou si vous connaissez des sites web de qualité traitant du thème abordé ici, merci de compléter l'article en donnant les références utiles à sa vérifiabilité et en les liant à la section « Notes et références ».
Les Journées mondiales de la jeunesse 1997 sont la 12e édition des Journées mondiales de la jeunesse, qui se sont déroulées à Paris du 19 au 24 août 1997.
L'édition a accueilli 1 200 000 fidèles.
L'édition 1997 des JMJ a apporté une évolution significative, conservée depuis. La mise en place des journées diocésaines et le festival de la jeunesse. Les jeunes sont appelés à passer une semaine dans les différents diocèses du pays puis à un « festival de la jeunesse » de trois jours juste avant le rassemblement final dans la ville hôtesse des JMJ. L'Église catholique en France avait en effet souhaité que le dynamisme et les rencontres de ce rassemblement ne bénéficient pas seulement à Paris et l'Île-de-France mais que tous les diocèses français puissent également participer.

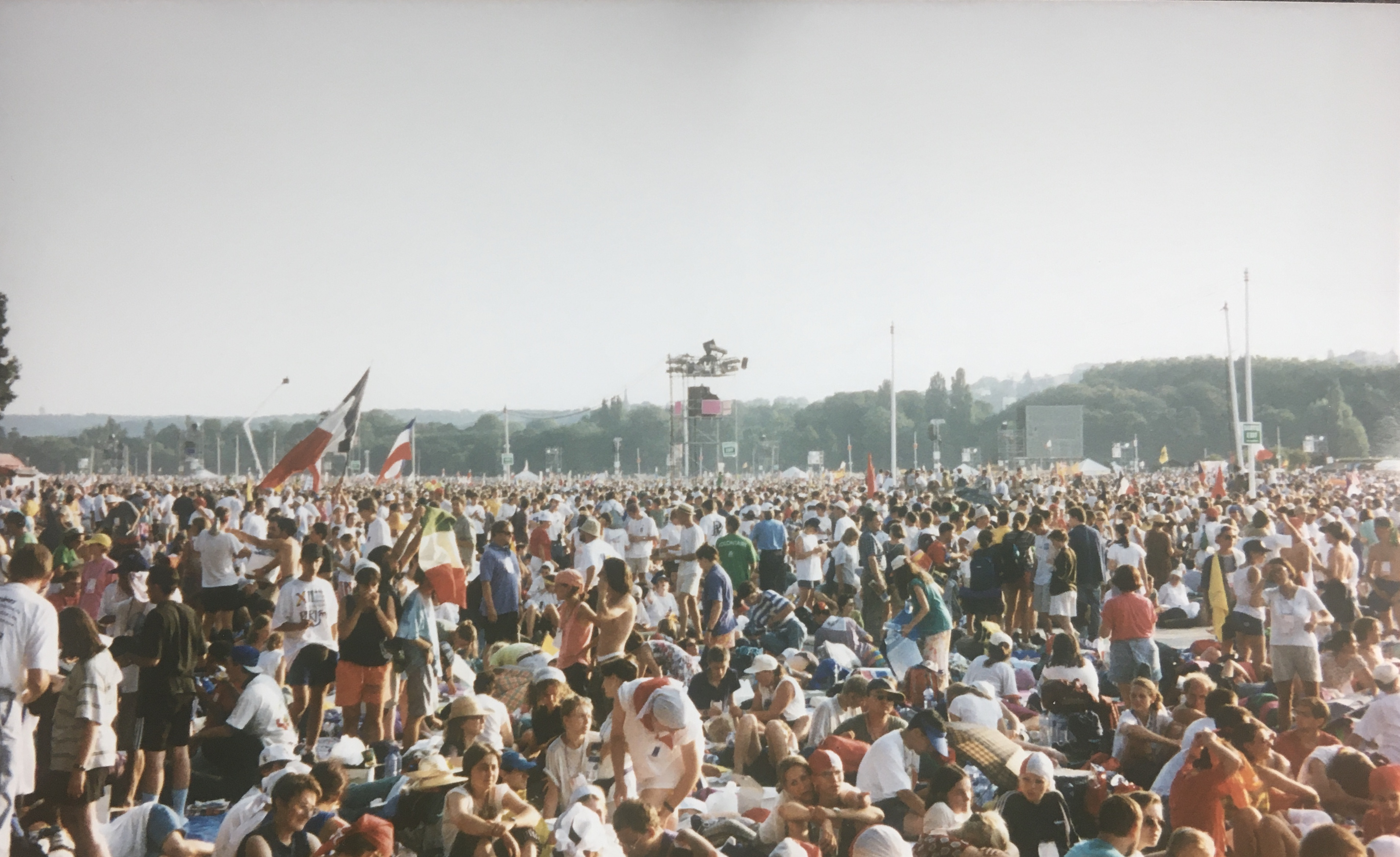
La foule rassemblée pour la veillée à Longchamp.

Lors de la veillée baptismale du 23 août, alors que gonfle une polémique sur la coïncidence de dates avec la mémoire du massacre de la Saint-Barthélemy dont c'est le 425e anniversaire, le pape prononce une allocution en forme de demande de pardon : « À la veille du 24 août, on ne peut pas oublier le douloureux massacre de la Saint-Barthélemy aux motivations bien obscures dans l’histoire politique et religieuse de France. Des chrétiens ont accompli des actes que l’Évangile réprouve. Si j’évoque le passé, c’est parce que reconnaître les fléchissements d’hier est un acte de loyauté et de courage qui nous aide à renforcer notre foi, qui nous fait percevoir les tentations et les difficultés d’aujourd’hui et nous prépare à les affronter.

Je m’associe bien volontiers aux initiatives des évêques français, car avec eux je suis convaincu que seul le pardon offert et reçu conduit progressivement à un dialogue fécond qui scelle alors une réconciliation pleinement chrétienne. L’appartenance à différentes traditions religieuses ne doit pas constituer aujourd’hui une source d’opposition ou de tension. Bien au contraire, l’amour pour le Christ qui nous est commun nous pousse à chercher sans relâche le chemin de la pleine unité. »
 
Cette déclaration est favorablement reçue par le protestantisme ; le pasteur Jean Tartier, président de la Fédération protestante de France réagit ainsi : « Je pense pouvoir dire que cette déclaration est tout à fait importante, et nous nous en réjouissons. »
Dans un livre paru en 2019, le sociologue et chercheur suisse de l'Université de Lausanne Josselin Tricou revient sur cet événement :
«  Plus de vingt ans après avoir accueilli l’événement, l’Église catholique en France continue de ressentir les effets de ce rassemblement, avec trois caractéristiques principales. Tout d’abord un regain du dynamisme des jeunes catholiques au sein de l’Église, qui se sont impliqués dans l’organisation et ont continué ensuite à prendre des responsabilités àplusieurs niveaux. Ensuite, les jmj de 1997 ont permis un décloisonnement des différentes sensibilités. En effet, lors des jmj de Saint-Jacques-de-Compostelle de 1989, la participation française s’était quasi exclusivement limitée aux membres des « communautés nouvelles », tandis que les mouvements constitués par les « conciliaires » et les « émancipés » boycottaient le rassemblement ou étaient très peu représentés. Au contraire, en 1997 ces groupes ont dû travailler ensemble à la préparation du rassemblement et ont trouvé là une occasion de se rencontrer et de mieux se connaître. Enfin, les jmj ont provoqué un sursaut dans la conscience des catholiques français et la fin d’une période critiquée pour son « enfouissement », avec le retour de l’affirmation d’une identité catholique de nouveau assumée et revendiquée publiquement.Ce dernier point a été renforcé par le contraste important entre les prévisions de participations pessimistes qui avaient précédé l’événement et le succès final qui a très largement dépassé les prévisions. »